# Tullio Mobiglia
Tullio Mobiglia (Carezzano, 12 aprile 1911 – Helsinki, 24 luglio 1991) è stato un sassofonista e violinista italiano.

## Biografia
Appassionato di musica, si diploma in violino al Conservatorio Niccolò Paganini di Genova; nel 1934 inizia a suonare come orchestrale sulle navi, viaggiando spesso verso gli Stati Uniti, dove ha modo di accostarsi al jazz, diventando amico di alcuni musicisti come Coleman Hawkins.
Si mette in luce in breve tempo come il miglior saxofonista italiano del periodo, e viene chiamato a suonare nell'Orchestra Mirador con cui, nel 1940, si reca a Berlino, ottenendo molto successo, al punto da venire scritturato per un certo periodo nella Heinz Wehner Orchestra finché, nel 1941, forma la sua prima formazione, costituita da altri musicisti italiani, con cui pubblica le prime incisioni a 78 giri.
Molto successo riscuote, in particolare, Lieber Sonneschein, che è un arrangiamento jazz della canzone Pippo non lo sa di Mario Panzeri e Gorni Kramer.
Tra i musicisti della formazione, Alfredo Marzaroli e Francesco Paolo Ricci, più anziani degli altri, avevano iniziato a suonare già all'inizio degli anni '20, mentre il chitarrista Alfio Grasso, considerato un caposcuola della chitarra jazz in Europa, diventerà qualche anno dopo l'insegnante di Caterina Valente; l'orchestra si esibisce in particolare in due locali di Berlino, il Rosita ed il Patria, ed ha occasione anche di suonare con Django Reinhardt in un altro locale berlinese, il Femina Bar (anche se, e sottolineo se, non essendoci nessuna prova della sua presenza si parla molto più volontieri di un cugino di Django Reinhardt).
Il repertorio, per il divieto di suonare musiche americane, è costituito tutto da brani di musicisti europei, ed anche da riarrangiamenti di canzoni di musica leggera (come Oi Marì, scritta da Nisa e Cosimo Di Ceglie, La canzone del boscaiolo di Pippo Barzizza o Cielito lindo, canzone messicana); inoltre molti brani sono scritti dallo stesso Mobiglia.
Nell'agosto del 1943 Mobiglia torna in Italia e, dopo un anno di inattività, all'inizio del 1945 riforma la sua orchestra con altri musicisti, ottenendo un contratto con la Columbia, con cui incide alcuni 78 giri.
Negli anni successivi inciderà con la Telefunken, con la Cetra e con la Durium; riprenderà poi a suonare il suo primo strumento, il violino.
Nel 1967 viene chiamato dal Conservatorio Jan Sibelius di Helsinki ad insegnare il violino, incarico che terrà fino agli anni '80, pur continuando ad esibirsi; nella capitale finlandese trascorrerà gli ultimi anni fino alla morte.
Carezzano, il suo paese natale, gli ha dedicato una via.

## L'orchestra di Tullio Mobiglia

### Formazione 1941 - 1943 (in Germania)
- Tullio Mobiglia: sax tenore
- Alfredo Marzaroli: tromba
- Francesco Paolo Ricci: sax alto, sax baritono, clarinetto
- Eraldo Romanoni: pianoforte
- Alfio Grasso: chitarra
- Carlo Pecori: contrabbasso, flauto
- Angelo Bartole: batteria

### Formazione 1945 (Italia)
- Tullio Mobiglia: sax tenore
- Arturo Botti: sax tenore
- Giovanni Bocchia: sax alto, clarinetto
- Gino Ravera: sax alto
- Vittorio Pavone: tromba
- Elettro Bartolucci: tromba
- Giovanni Vallarino: trombone
- Mario Midana: trombone
- Luciano Gambini: pianoforte
- Renzo Chiodi: chitarra
- Greco Maselli: contrabbasso
- Renato Catellacci: batteria

### Formazione 1946 (Italia)
- Tullio Mobiglia: sax tenore
- Luigi Borromeo: sax tenore
- Giovanni Bocchia: sax alto, clarinetto
- Arrigo Pagnini: sax alto, clarinetto
- Vittorio Pavone: tromba
- Elettro Bartolucci: tromba
- Giovanni Vallarino: trombone
- Mario Midana: trombone
- Gianni Manzotti: pianoforte
- Renzo Chiodi: chitarra
- Greco Maselli: contrabbasso
- Renato Catellacci: batteria

## Discografia parziale
Album in studio
- 1973 - The Charleston's Aces (Durium; con Mario Pezzotta)
- 1974 - L'era del night (Durium; con Mario Pezzotta)

Singoli
- 1949 - Ballate col bajon/Cuban mambo (Columbia)
- 1961 - Avventure di Capri/Italian Serenade (Durium, Ld A 7022)
- 1961 - 'o sole mio/Maria Marì (Durium, Ld A 7023)
- 1961 - Piccola/Do-re-mi cantare (Durium, Ld A 7024)
- 1961 - Carolina dai!/Rosina (Durium, Ld A 7025)
- 1946 - (26.4.1946) Rhumboogie -  Southern Fried  (Telefunken)

EP
- 1957 - The Deep Blue Sea (Durium, ep A 3034; con Carlo Savina)

Raccolte
- 2001 - The complete Tullio Mobiglia (1941-1946) (Riviera Jazz Records, RJR CD 004; registrazioni risalenti agli anni '40)